# 七七節
七七節，又名沙夫幼特節、週日節、收穫節、新果實節（基督教叫五旬節），是猶太教三大朝聖節日之一，因在逾越节的七周之后举行，故名“七七”。具体日期是在猶太曆3月希萬月（即西曆大約5到6月左右）第6同7日兩日，而犹太教改革派只過其中一日。